# Panaxia regalis
Panaxia regalis là một loài bướm đêm thuộc phân họ Arctiinae, họ Erebidae.